# Batalha (Portugalia)
Batalha este un oraș situat în districtul Leiria din Portugalia.

## Obiective turistice
- Mănăstirea (Convento de Santa Maria da Vitória, Mosteiro da Batalha), cea mai frumoasă construcție sacrală gotică din Portugalia. A fost construită între secolele XIV și XVI, în amintirea victoriei repurtate de către regele portughez João I (1385-1433) în bătălia de la Aljubarrota, pe data de 14 august 1385, contra trupelor regelui spaniol de Castilia. Impozanta construcție a fost preluată în anul 1983 pe lista patrimoniului mondial cultural UNESCO.

## Galerie de imagini

Mănăstirea Batalha (portalul principal)
Mănăstirea Batalha (Capella Imperfeitas)
Mănăstirea Batalha (Capella Imperfeitas)